# Николай (Зиоров)
Архиепи́скоп Никола́й (в миру Михаи́л Заха́рович Зио́ров; 21 мая 1851, Новомиргород, Херсонская губерния — 20 декабря 1915, Петроград) — епископ Русской православной церкви; с апреля 1908 года архиепископ Варшавский и Привисленский. Член Государственного Совета Российской империи.

## Биография

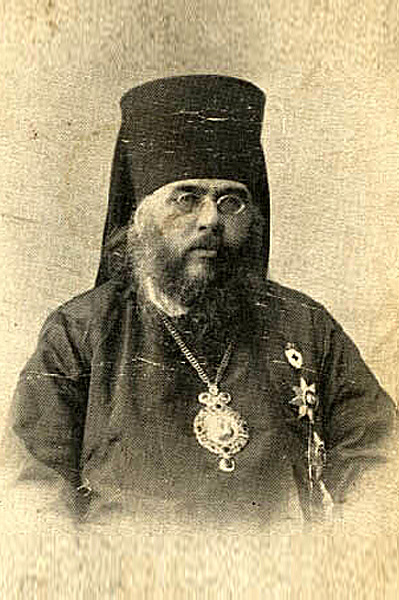
Епископ Николай в 1890-е годы в США

Родился в семье протоиерея в Новомиргороде; первоначальное образование получил в дворянской Златопольской гимназии, а по окончании её ещё и в Одесской духовной семинарии.
В 1875 году окончил Московскую духовную академию со степенью кандидата богословия и 10 октября назначен учителем Рязанской духовной семинарии.
30 сентября 1883 — и. д. инспектора Вологодской духовной семинарии.
8 ноября 1885 — инспектор Могилёвской духовной семинарии.
25 сентября 1887 года принял монашеский постриг; 27 сентября рукоположён во иеродиакона; 1 октября — во иеромонаха и 16 ноября назначен ректором Могилёвской духовной семинарии.
22 ноября 1887 года возведен в сан архимандрита.
30 мая 1889 — ректор Тифлисской духовной семинарии.
29 сентября 1891 года хиротонисан во епископа Алеутского и Аляскинского.
За время своего служения совершил два крупных пастырских обхода на Аляске в девяти приходах и 30 часовнях, окормляя более 15 000 коренных жителей, принявших православие. Согласно преданиям, в 1890 году принял крещение вождь тлинкитов Ишханалых со своими соплеменниками, поэтому в 1892 году епископ Николай встретился с другими вождями, которые тоже хотели принять крещение и сделать крупные пожертвования, на которые и была основана церковь Святителя Николая в Джуно, освящена в 1894 году.
В 1897 году вместе с иеромонахом Севастианом (Дабовичем) посетил Форт Росс, оставленный русскими к тому моменту уже около полувека.
Ввиду появления движения в среде униатов карпатороссов, эмигрировавших из Австро-Венгрии, за переход в православие после обращения Алексия Товта и открытия приходов на востоке США, предложил перенести кафедру из Сан-Франциско в Нью-Йорк. Однако тогда этого не случилось из-за отсутствия у епархии в Нью-Йорке своей земельной собственности, а также из-за того, что в случае перенесения кафедры Аляска становилась бы ещё дальше по отношению к архиерею и духовному правлению (устранил эти препятствия и перенёс кафедру в Нью-Йорк уже его преемник по кафедре епископ Тихон (Беллавин).)
Собрал вокруг себя способных помощников, сыгравших значительную роль в развитии Североамериканской миссии: иерей Александр Хотовицкий, иерей Иоанн Кочуров, архимандрит Рафаил (Хававини), иеромонах Анатолий (Каменский), иерей Тихон Шаламов, иеромонах Севастиан (Дабович), иерей Феодор Пашковский, иерей Алексий Товт, Иасон Каппанадзе и др.
14 сентября 1898 года был назначен епископом Таврическим и Симферопольским.
26 марта 1905 года возведён в сан архиепископа и назначен архиепископом Тверским и Кашинским, но по болезненному состоянию на кафедру не поехал.
С 8 апреля 1905 года по 1908 год был на покое в одном из монастырей Таврической епархии.
С 15 июля 1906 года состоял членом Государственного совета Российской империи от монашествующего духовенства.
С 5 апреля 1908 года — архиепископ Варшавский и Привисленский.
В 1912 году переизбран в члены Государственного совета от монашества и белого духовенства.
Скончался 20 декабря 1915 года в Петрограде. Похоронен  на Никольском кладбище Александро-Невской лавры.

## Труды
- Из моего дневника: Вып. 1: Путевые заметки и впечатления во время путешествия по Аляске и Алеутским островам. СПб, 1893. [2],90 с.: ил.
- Из моего дневника: Вып. 2: Впечатления и заметки во время пребывания на Всемирной выставке в г. Чикаго и путешествие по Американским Соединенным Штатам. СПБ., 1894. 96 с.: ил.
- «Тридцать речей и три послания». Нью-Йорк, 1896. [6],144,[1] с.
- Проповеди преосвящ. Николая… . Нью-Йорк, 1897. [2],III,352,III с.
- «Архипастырское послание к Ольдфорджцам». // Прибавление к «Церковным Ведомостям» 1897, № 4, с. 150—153.
- Несколько поучений и речей преосвящ. Николая…, сказанных им во время служения в семинариях Рязанской, Могилевской и Тифлисской. Нью-Йорк, 1898. II, 147, II с.
- «Беседы, поучения, слова и речи». Два выпуска. Симферополь, 1902, «Православный Собеседник» 1905, июнь.
- Американские проповеди,: С приложением пяти посланий… . Вып. 3. Симферополь, 1902. [4],III,133,[1] с.
- «Ялтинские беседы 1905—1906 гг. и речи». СПБ, 1907.
- Отзыв проф. А. Бронзова о беседах. "Приб. к «ЦВ» 1908, № 1, с. 43.
- «Ялтинские беседы и речи 1909—1910 гг.». СПБ, 1910.
- «Речь в 48 заседании Гос. Совета по старообрядческому вопросу». СПБ, 1910, «Хр. Чтен.» 1910, октябрь, с. 1283, "Прибавление к «ЦВ» 1910, № 27, с. 1121—1126.
- «Император Александр благословенный и его время». СПБ, 1912.
- «К законопроекту о расширении прав женщин» // «Голос Церкви» 1912, ноябрь, с. 141—145.
- «Беседа о свободе совести» // Прибавление к «ЦВ» 1910, № 42, с. 1765.
- «Речь в Гос. Совете по поводу законопроекта о переходе из одного вероисповедания в другое» // Прибавление к «Церковным Ведомостям» 1911, № 48, с. 2035.
- «К законопроекту 35-ти членов Гос. Совета о сокращении праздников и неприсутственных дней» // «Церковные Ведомости» 1912, № 1, с. 8, «Голос Церкви» 1912, май-июнь, с. 207—221.
- «Варшавские беседы и речи». Вып. IV. СПБ, 1912. Отзыв см. "Приб. к «ЦВ» 1912, № 10, с. 445.
- «Речь при освящении нового кафедрального собора в г. Варшаве». "Приб. к «ЦВ» 1912, № 21, с. 843.
- «Беседа на день рождения цесаревича Алексия». "Приб. к «ЦВ» 1912, № 31, с. 1237, № 22, с. 895.
- «Речь, сказанная епископу Ново-Георгиевскому Иоасафу при вручении ему жезла в Александро-Невской Лавре». "Приб. к «ЦВ» 1912, № 50, с. 1985—1986.
- «Речь, сказанная в Гос. Совете при обсуждении законопроекта о праздничном отдыхе служащих в торгово-промышленных заведениях 21 ноября 1912 г.». "Приб. к «ЦВ» 1913, № 1, с. 9.
- «Речь к гимназистам и гимназисткам, окончившим курс». "Приб. к «ЦВ» 1913, № 29, с. 1331.
- «Беседа на день Воздвижения Честного и Животворящего Креста». "Приб. к «ЦВ» 1913, № 37, с. 1649.
- «Беседа об обязанностях посещать церковь и богослужения». "Приб. к «ЦВ» 1913, № 48, с. 2217.
- «Речь, произнесенная в заседании Гос. Совета 20 ноября 1913 года». "Приб. к «ЦВ» 1913, № 50, с. 2314.
- «Речь, сказанная в старом соборе пред молебном по случаю объявления войны Германией России». "Приб. к «ЦВ» 1914, № 31, с. 1355.
- «Речь, сказанная перед молебном в новом соборе по случаю нашествия тевтонов» // Прибавление к «Церковным Ведомостям» 1914, № 31, с. 1356.
- «Речь, сказанная в Свято-Троицком соборе по случаю одержанных побед над австрийцами и пруссаками». "Приб. к «ЦВ» 1914, № 40, с. 1707.
- «Речь, сказанная в Свято-Троицком соборе пред благодарственным молебном по случаю побед». "Приб. к «ЦВ» 1914, № 43, с. 1813.
- «Поучение о покаянии». ЖМП 1976, 12, 34-35.